# Suurisaari (ö i Finland, Södra Savolax, Nyslott, lat 61,87, long 29,23)
Suurisaari är en halvö i Finland. Den ligger i sjön Ruokojärvi och i kommunen Nyslott i  landskapet Södra Savolax, i den sydöstra delen av landet, 290 km nordost om huvudstaden Helsingfors.